# Jean Jourden
Jean Jourden   (Saint-Brieuc, 11 de juliol de 1942 - Canes, 22 de novembre de 2024) va ser un ciclista francès, que fou professional entre 1965 i 1972. Com a amateur va obtenir notables èxits, entre ells el Campionat del món en ruta de 1961. El 1965 va passar a professional, categoria en la qual destaquen dues edicions del GP Ouest France-Plouay (1968, 1969) i els Quatre dies de Dunkerque de 1968.

## Palmarès
- 1961
  -  Campió del món en ruta amateur
  - 1r a la Ruta de França i vencedor de 4 etapes
  - 1r al Giro del Mendrisiotto
- 1964
  - 1r a la París-Ezy
- 1967
  - 1r al Gran Premi d'Aix-en-Provence
  - 1r al Premi de Saint-Raphaël
- 1968
  - 1r al GP Ouest France-Plouay
  - 1r als Quatre dies de Dunkerque
  - 1r a la Polymultipliée i vencedor d'una etapa
  - 1r al Premi de Ploerdut
  - 1r al Premi de Beaulac-Bernos
  - 1r al Premi de Fay-de-Bretagne
  - 1r a la Ronda de Montauroux
- 1969
  - 1r al GP Ouest France-Plouay
- 1970
  - 1r al Gran Premi d'Isbergues
  - 1r al Premi de Bagneux

### Resultats al Tour de França
- 1968. Abandona (12a etapa)
- 1969. Abandona (6a etapa)